# 四氟化锇
四氟化锇是一种无机化合物，化学式为OsF
4。它可由六氟化锇和羰基钨反应得到，或氢气还原五氟化锇制得。在无水氟化氢中，六氟合锇(IV)酸钾和五氟化砷反应，也可得到四氟化锇。